# Zaleptus ater
Zaleptus ater is een hooiwagen uit de familie Sclerosomatidae.